# Veiga (Becerreá)
Veiga és una parròquia consagrada a Santa Marina pertanyent al municipi de Becerreá, província de Lugo.
Segons el padró municipal de 2004 la parròquia de Veiga tenia 18 habitants (9 homes i 9 dones), distribuïts en 3 entitats de població (o lugares), el que pressuposà una disminució en relació al padró de l'any 1999 quan hi havia 28 habitants. Segons l'IGE, el 2014 la seva població va caure fins a les 6 persones (3 homes i 3 dones).

## Llocs
- Pumarín de Arriba
- Valcova
- Vilachá Pedrosa